# 다치바나씨 (무가)
다치바나 씨(일본어: 立花氏 타치바나시[*])는 오토모 씨에서 갈라져 나온 무가 씨족이다. 발음이 같은 다치바나 씨 (공가)와는 계통상 관계가 없다.
난보쿠초 시대 때 분고 오토모 씨 제6대 당주 오토모 사다무네의 아들 오토모 사다토시가 지쿠젠국 가스야군 다치바나 산성을 근거지로 하여 다치바나 씨를 칭한 것을 그 시조로 한다. 이후 다치바나 씨는 오토모 씨 본가의 중신으로서 흥했지만 제7대 당주 다치바나 오키토시가 오토모 소린에게 거역하였기에 오토모 씨의 다른 지류인 벳키 아키쓰라에게 공격을 받아 멸망했고, 제8대 당주 다치바나 지카요시의 대에 단절됐다.
요시시게는 지카요시를 대신하여 벳키 아키쓰라를 다치바나 산성에 봉하여 다치바나 씨를 잇게 하였고, 이후 아키쓰라는 다치바나 도세쓰로 알려지게 된다.